# Faujasia
Faujasia là một chi thực vật có hoa trong họ Cúc (Asteraceae).

## Loài
Chi Faujasia gồm các loài: